# Douglas Mendes
Douglas Mendes Moreira (ur. 13 czerwca 2004 w Tocantins) – brazylijski piłkarz występujący na pozycji środkowego obrońcy, od 2024 roku zawodnik Red Bull Bragantino.